# Каспшак, Бернард
Бернард Каспшак (пол. Bernard Kasprzak; 12 мая 1950 года, Иновроцлав — 17 марта 2021 года, Варшава) — польский экономист и политик, депутат Сейма ПНР X созыва.

## Биография
Сын Станислава и Марианны. В 1976 году окончил Университет Николая Коперника в Торуни, получив степень магистра экономики. Начал работать на Варшавском телевизионном заводе, затем работал на Заводе рентгеновских аппаратов и медицинских приборов в Варшаве и на Заводе Легковых Автомобилей (FSO). В 1989 году стал экономическим директором FSO, а затем советником управляющего.
Член Польской объединенной рабочей партии с 1975 года и до её роспуска. В 1989 году избран депутатом Контрактного сейма в округе № 6 (Варшава-Прага Пулноц). К концу срока полномочий был членом Депутатского рабочего клуба. Член в комитетах по экономическим связям с зарубежными странами и морскому хозяйству и комитете по экономической системе и промышленной политике, а также в двух чрезвычайных комиссиях. Позже отошел от политической деятельности. Оставался профессионально связанным с FSO, в том числе в середине 90-х стал директором компании.
Похоронен на Брудновском кладбище (участок 39H-5-36).